# Macaranga digyna
Macaranga digyna là một loài thực vật có hoa trong họ Đại kích. Loài này được (Wight) Müll.Arg. mô tả khoa học đầu tiên năm 1866.